# کارا دلوین
کارا جاسلین دلوین (انگلیسی: Cara Jocelyn Delevingne؛ زاده ۱۲ اوت ۱۹۹۲) مدل، خواننده و هنرپیشه بریتانیایی و نوه جوزلین استیونز، رئیس پیشین شرکت میراث انگلستان است. پدر و مادر او از ثروتمندان انگلستان هستند. او دو خواهر بزرگ‌تر به نام پاپی و کلویی دارد که هر دو مدل هستند. کارا از ده سالگی وارد عرصه مدلینگ شد و در سال ۲۰۰۹ نخستین قرار داد رسمی خود را امضا کرد. او در موزیک ویدئوی کینه نیز بازی کرده است. کارا همچنین از دوستان نزدیک تیلور سوئیفت و کندال جنر است و به گفته وی به او راه رفتن به سبک مدل‌ها را آموخته است. در یک مهمانی وقتی که تیلور به زمین می‌افتد کارا نیز خود را به زمین می‌زند تا تیلور خجالت نکشد.
کارا دلوین در فیلم‌هایی چون آنا کارنینا، شهرهای کاغذی، جوخه انتحار والرین و شهر هزار سیاره و زندگی در یک سال به ایفای نقش پرداخت. وی همچنین در کنار لی‌لی-رز دپ مدل برند شنل هست.

## زندگی حرفه‌ای

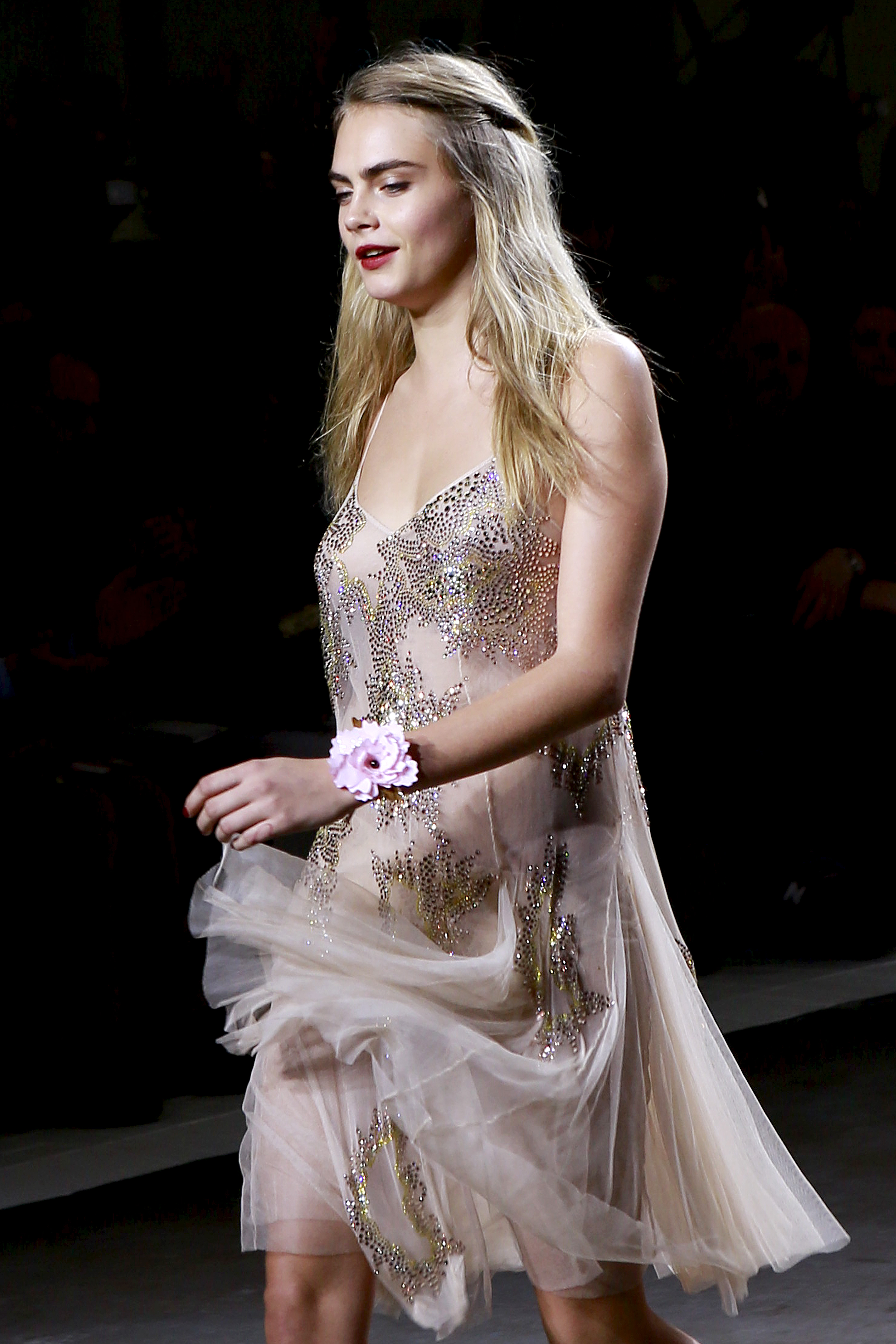
در سپتامبر ۲۰۱۴‏

### مدلینگ
دلوین نخستین بار در ده سالگی مدلینگ را در یک سرمقاله با شاتی از بروس وبر برای ووگ ایتالیا در کنار الوییز آنسون آغاز کرد. در سال ۲۰۰۹ وارد مدیریت استورم شد. نخستین حضور دلوین در سالن مد، در سال ۲۰۱۱ در هفته مد لندن بود. در ۸ ژوئن ۲۰۱۵ پروفایل دلوین از وبگاه مدیریت استورم حذف شد. دلوین پس از آن بر حرفه بازیگری خود تمرکز می‌کرد. او مدل ویکتوریا سیکرت فشن شو نیز بوده و در چندین فشن شوی آن نیز حضور داشته است.

### طراحی
دلوین دو مجموعه از مد برای دی‌کی‌ان‌وای و Mulberry طراحی کرده است. همچنین برای دی‌کی‌ان‌وای مجموعهٔ پوشش برجسته و انواع مختلف مدل خیابانی و ورزشی طراحی کرده است.

### بازیگری

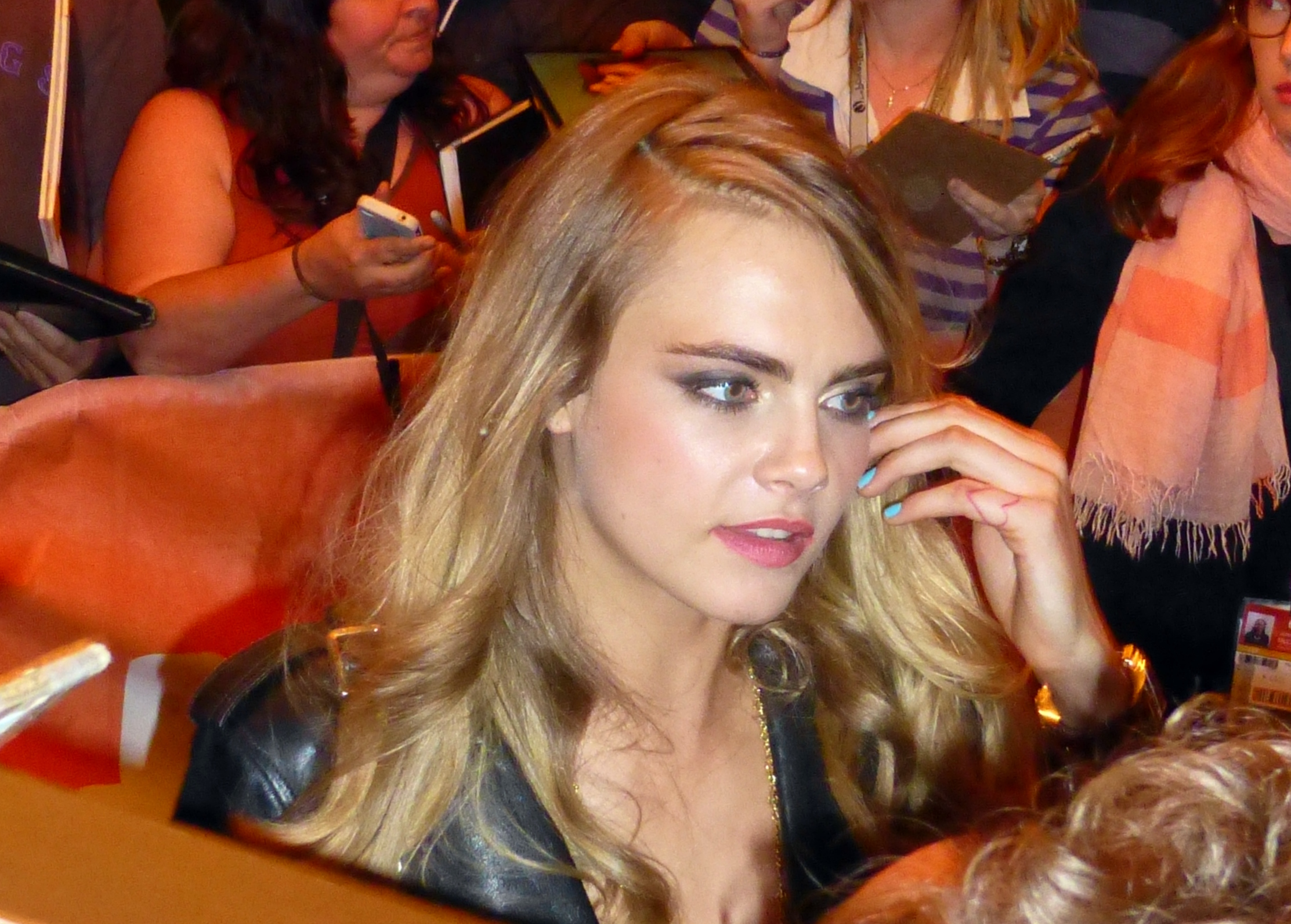
کارا دلوینَ در سال ۲۰۱۴ در جشنواره فیلم تورنتو برای فیلم صورت یک فرشته

در ژوئن ۲۰۱۴ دلوین نخستین سریال تلویزیونی خود را در قسمت آخر فصل سه سریال (هدیه تئاتر) بازی کرد. دلوین در فیلم ۲۰۱۴ به نام صورت یک فرشته به همراه دانیل برول و کیت بکینسیل در نقش ملانی بازی کرد. او همچنین در فیلم کشتزارهای لندن (بر پایه رمانی به همین نام نوشته مارتین امیس در سال ۱۹۸۹) و در یک فیلم فانتزی ۲۰۱۵ به نام پن پرداخته است. همین‌طور در فیلم والرین و شهر هزار سیاره با ریانا و دین دی‌هان هم بازی شد. علاوه بر آن در فیلم شهرهای کاغذی هم به ایفای نقش پرداخت.

### موسیقی
دلوین خواننده، نوازنده گیتار و درام است. او در سال ۲۰۱۲ تحت نظر سایمون فولر به نوشتن و ضبط دو آلبوم استدیویی پرداخت. دلوین تا کنون چندین آهنگ را کاور کرده است. کارا در موزیک ویدئوهای خوانندگانی همچون تیلور سوئیفت و هالزی حضور داشته است.

### نویسندگی
در اکتبر سال ۲۰۱۷ دلوین کتاب رمانی با نام آینه، آینه برای گروه سنین نوجوانان چاپ کرد. این کتاب در ۲۵۱ صفحه چاپ شد که در مورد روابط دوستی بین دو جوان است.

## زندگی شخصی
دلوین به‌طور آشکار اعلام کرده دارای گرایش جنسی دوجنس‌گرا است. در ژوئن ۲۰۱۵ او تأیید کرد که با موسیقی‌دان آمریکایی سنت وینسنت در رابطه است. پیش از آن دلوین با بازیگر میشل رودریگز رابطه داشت. دلوین از سال ۲۰۱۸ با اشلی بنسون قرار می‌گذاشت. آنها در آوریل ۲۰۲۰ پس از ۲ سال زندگی مشترک جدا شدند.
او مدتی از بیماری افسردگی رنج می‌برد.

### اعتیاد به الکل
کارا در یک مصاحبه گفت از کودکی متوجه اختلالات روانی خود بوده و در ابتدای جوانی یعنی در ۱۸ سالگی به شدت به مصرف الکل روی آورد. او مدتی برای ترک مصرف زیاد تحت نظر روان‌پزشک قرار داشت و بر پایه ادعای خودش مصرف کنترل شده دارد. اما هرگز نتوانسته مصرف الکل را به‌طور کامل قطع کند.

### مصرف سیگار
مصرف زیاد سیگار نیز یکی دیگر مشکلات کارا دلوین است. او گفته که همه مدل‌ها برای از بین رفتن اشتها سیگار مصرف می‌کنند. اما بیشتر آنها این موضوع را کتمان می‌کنند.

### سوختن خانه
در ۱۵ مارس ۲۰۲۴ خانه او در استودیو سیتی، لس آنجلس به‌طور کامل در آتش سوخت. خود او در زمان آتش‌سوزی در لس آنجلس نبود. در آغاز تصور می‌شد دو گربه او در این آتش‌سوزی از بین رفته‌اند. اما بعداً معلوم شد گربه‌ها از آتش‌سوزی جان سالم به در برده‌اند.

## فیلم‌شناسی

### فیلم
| سال  | عنوان                   | نقش                             |
| ---- | ----------------------- | ------------------------------- |
| ۲۰۱۲ | آنا کارنینا             | شاهدخت سوروکینا                 |
| ۲۰۱۴ | تناسخ اثر شنل           | گارسون شیطان ملکه الیزابت اتریش |
| ۲۰۱۴ | صورت یک فرشته           | ملانی                           |
| ۲۰۱۵ | شهرهای کاغذی            | مارگو راث اسپیگلمن              |
| ۲۰۱۵ | پن                      | پری دریایی                      |
| ۲۰۱۵ | کودکان عاشق             | ویولا                           |
| ۲۰۱۵ | تب لاله                 | هنریتا                          |
| ۲۰۱۶ | جوخه انتحار             | جون مون / انچنترس               |
| ۲۰۱۷ | والرین و شهر هزار سیاره | لائورلاین                       |
| ۲۰۱۸ | کشتزارهای لندن          | کاترین تلنت                     |
| ۲۰۱۸ | بوی او                  | کیسی                            |
| ۲۰۲۰ | دوشیزه آمریکایی         | خودش                            |
| ۲۰۲۰ | زندگی در یک سال         | ایزابل                          |

### مجموعه تلویزیونی
| سال       | عنوان              | نقش            | پاینویس      |
| --------- | ------------------ | -------------- | ------------ |
| ۲۰۱۴      | Playhouse Presents | کلوئی          | قسمت «بی‌وقت» |
| ۲۰۱۹–۲۰۲۳ | خیابان کارناوال    | وینیت استونماس | نقش اصلی     |

### بازی کامپیوتری
| سال  | نام                | نقش          | Notes    |
| ---- | ------------------ | ------------ | -------- |
| ۲۰۱۳ | اتومبیل‌دزدی بزرگ ۵ | دی‌جی رادیویی | صداگذاری |

### موزیک ویدئو
| سال  | عنوان            | خواننده                            | Ref.   |
| ---- | ---------------- | ---------------------------------- | ------ |
| ۲۰۱۰ | تو می‌توانی برقصی | برایان فری                         | [ ۱۳ ] |
| ۲۰۱۴ | پسر زشت          | دای انتورد                         | [ ۱۴ ] |
| ۲۰۱۵ | کینه             | تیلور سوئیفت به همراه کندریک لامار | [ ۱۵ ] |
| ۲۰۱۹ | کابوس            | هالزی                              | [ ۱۶ ] |
| ۲۰۲۰ | تصور کن          | کاور ترانه جان لنون ویژه کووید ۱۹  | [ ۱۷ ] |

### تبلیغات
| نام برند | سال     | تبلیغ                               | محل تبلیغ    | منبع          |
| -------- | ------- | ----------------------------------- | ------------ | ------------- |
| سفورا    | ۲۰۱۳–۱۷ | لوازم آرایشی                        | ایالات متحده | [ ۱۸ ] [ ۱۹ ] |
| اکتیویژن | ۲۰۱۵    | بازی ویدئویی: ندای وظیفه: بلک اپس ۳ | ایالات متحده | [ ۲۰ ]        |
| ریمل     | ۲۰۱۶–۱۷ | لوازم آرایشی                        | ایالات متحده | [ ۲۱ ]        |
| مگنوم    | ۲۰۱۷    | بستنی مگنوم دبل                     | ایالات متحده | [ ۲۲ ]        |
| شنل      | ۲۰۱۷    | کیف دستی زنانه                      | ایالات متحده | [ ۲۳ ]        |
| جیمی چو  | ۲۰۱۷    | کفش                                 | ایالات متحده | [ ۲۴ ]        |
| اپل      | ۲۰۱۷    | هدفون بیتس                          | ایالات متحده | [ ۲۵ ]        |

## افتخارات
- کارا دلوین به‌عنوان یکی از زیباترین زنان جهان در لیست جهانی BWC ثبت شده است.
- دو بار برندهٔ جایزهٔ British fashion awards
- هفت بار نامزد و ۳ بار برندهٔ جوایز برگزیده نوجوانان و برندهٔ جایزه‌های cinemaCon awards و Elle style awards
- نامزد دریافت جوایز جوان هالیوود